# Wilhelm Ketteler (Bischof)
Wilhelm Ketteler (* um 1512 auf Assen in Lippborg; † 18. Mai 1582 in Coesfeld) war Fürstbischof von Münster.

## Leben

### Familie, Ausbildung und beruflicher Aufstieg
Wilhelm Ketteler wurde als ältester Sohn Gotthardts II. Kettlers zu Neu-Assen und dessen Frau Sybilla Sophie von Nesselrode geboren. Sein jüngerer Bruder war Gotthard Kettler, der Begründer der Kettler-Dynastie in Kurland und Semgallen. Er war der Neffe des Paderborner Dompropsts Gisbert Ketteler.
1526, mit 14 Jahren, wurde er bereits Domherr in Münster. 1539 studierte er in Bologna, wo er als nobilis, canonicus Monasteriensis immatrikuliert war. 1550 war er Rat des Bischofs von Münster und des Herzogs von Jülich und Kleve und erhielt im gleichen Jahr eine Vollmacht für den Reichstag in Augsburg als fürstbischöflicher Gesandter. 1552 legte er den Eid als Dompropst (Prälat) ab, übernahm das Haus Schonebeck, und leistete am 16. Dezember den Eid als Dompropst.

### Fürstbischof in Münster 1553–1557
Am 21. Juli 1553 wurde Wilhelm Ketteler vom Domkapitel zum neuen Fürstbischof von Münster gewählt, erhielt am 29. November die päpstliche Bestätigung und am 24. Februar 1554 die kaiserlichen Regalien. Seine Wahl wurde von vielen begrüßt, denn er galt nicht als Anhänger der Reformation, sondern versuchte, dem katholischen Denken treu zu bleiben. In Einzelfragen war er jedoch zu Zugeständnissen bereit.
So kümmerte er sich besonders um die Frauenklöster seines Bistums, die teilweise in Unordnung geraten waren, wobei er jedoch pragmatisch vorging. Ließ sich eine klösterliche Ordnung nicht mehr herstellen, weil z. B. die Klosterfrauen untereinander heillos zerstritten waren, so ordnete Bischof Wilhelm die Umwandlung in ein freiweltliches Damenstift an, wie 1557 beim sog. Weißen Stift in Bocholt (Terziarinnen) und dem Kloster Hohenholte. Auch das »Schwarze Kloster« in Bocholt, das 1556 von Bischof Wilhelm seine erste »Preces Preliminaria« erhalten hatte, wurde wahrscheinlich zu dieser Zeit in ein ebensolches Stift umgewandelt.
Ein anderer Konflikt ergab sich Ende 1555 zwischen Wilhelm Ketteler, Elekt von Münster, und dem Herzog von Jülich. Es ging um eine von Münster neu über die Lippe geschlagene Brücke, die dem Herzog nicht genehm war. Herzog Wilhelm V. sandte einen Beschwerdebrief an den Elekten von Münster und verlangte die Entfernung der Brücke. Es ist bemerkenswert, wie Wilhelm Ketteler mit diesem Brief verfuhr. Er beantwortete ihn nämlich nicht direkt, sondern gab ihn, mit einem Antwortvorschlag, zunächst weiter an das Domkapitel und an die Stadt Münster, und bat beide um ein Gutachten dazu. Erst als ihm das Einverständnis von Kapitel und Stadt vorlag und der Fürstbischof sich somit Rückendeckung verschafft hatte, schrieb er einen Brief an den Herzog, mit dem er dessen Ansinnen ablehnte.
Die Zugeständnisse an die Protestanten und die Ergebnisse des Konzil von Trient brachten ihn offensichtlich in Konflikt mit dem Papst, sodass der Domherr Bernhard Morrien im Auftrag des Domkapitels eine Reise nach Rom unternehmen musste, um dort vom neuen Papst Paul IV. eine weitere Bestätigung von Wilhelms Wahl zu erreichen. Sie wurde nicht gewährt.

### Rückzug nach Rheine und Coesfeld
Am 24. Februar 1557 verzichtete Wilhelm Ketteler auf Amt und Würden als Fürstbischof und zog sich zunächst nach Rheine zurück, wo er auf Einladung Wilhelm Morriens auf dem Falkenhof wohnte.
Sein Nachfolger Bischof Bernhard von Raesfeld sicherte ihm am 30. September 1558 lebenslang freie Wohnung, Unterhalt und ab 1559 jährlich 1.000 Reichstaler zu gegen das Versprechen, nach seinem Verzicht auf das Bischofsamt weiterhin dem Stift zu dienen. Daraufhin übersiedelte Ketteler nach Coesfeld und bezog den Schenking-Hof in der Ritterstraße. Neben der Sakristei der nahegelegenen St.-Jakobi-Kirche ließ er eine Grabkapelle bauen, um darin zeit seines Lebens seine Andachten zu verrichten.
1563 erwarb er für 3000 rheinische Goldgulden einen Rentenbrief des Grafen Wilhelm II. von Neuenahr von 30. Januar 1523, durch den er jährlich weitere 135 Goldgulden Rente bezog.
Dem Herzog Wilhelm von Jülich diente er ebenfalls als Berater und nahm in dessen Gefolge 1566 am Augsburger Reichstag teil. In dem von Nikolaus Mameranus veröffentlichten „Kurtze un eigentliche verzeychnus“ aller Teilnehmer dieses Reichstages wird unter dem jülichschen „Furierzettel“ an erster Stelle nach dem Herzog der „Rat Wilhelm Ketteler“, der mit sechs Pferden nach Augsburg gekommen war, aufgeführt. „Als nächster folgte der Marschall Wilhelm vom Neuhoff gen. Ley (5 Pferde), dessen Tochter aus zweiter Ehe mit Goswin Ketteler zur Middelburg verheiratet war“.
Ende 1573 oder Anfang 1574 stellte Bischof Johann von Hoya eine weitere Bestallungsurkunde für Ketteler als bischöflich münsterischer Rat aus. Es wurden ihm eine bequeme Behausung im Stift Münster, so viel Feuerholz wie nötig, Dienste (d. h. Personal) und Weinanlieferung für die Haushaltung so viel wie nötig, ebenso das nötige Heu für die Pferde zugesichert. An Geld sollte Ketteler jährlich 1.000 Taler erhalten, dazu für seine Kleidung 44 ½ Ellen englischen Stoff, 60 Ellen Futterstoff und 35 Ellen »Parchum« (Barchent, Baumwollstoff). Sein ebenfalls resignierter Nachfolger Bernhard von Raesfeld erhielt dagegen als Rat nur 600 Taler im Jahr und sonst nichts.
Von seiner Korrespondenz mit seinem Bruder Gotthard, dem kurländischen Herzog, sind zwei Briefe, vom 2. März 1576 und 6. August 1578, erhalten. Sie enthalten nur politische Nachrichten.
Wilhelm Ketteler fand in der von ihm errichteten Kapelle der St.-Jakobi-Kirche in Coesfeld seine Grablege. Seiner ehemaligen Diözese hinterließ er 80.000 Taler.
In der Kirche St. Cornelius und Cyprian in Lippborg befindet sich heute sein Epitaph zwischen dem Volksaltar und dem Hochaltar (unter dem Teppich verborgen).

## Würdigungen
Reinhard Lüdicke schrieb über ihn: „Auch der religiöse Zwiespalt in Deutschland beeinträchtigte die Konsolidation des Bistums als selbständiges Territorium. Der Nachfolger des Franz von Waldeck, Wilhelm Ketteler, resignierte schon nach vier Jahren, da er sich nicht zur Leistung des vom Tridentinischen Konzil vorgeschriebenen Eides verstehen wollte. Bernhard von Raesfeld, der am folgenden Tage gewählt wurde, war ein Anhänger der alten Kirche, aber nicht geneigt, zu ihrer Wiederherstellung Zwangsmaßnahmen zu ergreifen ...“ Mit dem tridentischen Eid sollte auch für die Abschaffung der eheähnlichen Priesterverhältnisse gesorgt werden, die schon im 15. Jahrhundert auch bei nichtadeligen Priestern weit verbreitet und gewissermaßen anerkannt waren. Priester bestellten z. B. Memorien für sich, ihre Lebensgefährtin (oft als „Magd“ bezeichnet) und ihre Kinder. Solche Verhältnisse waren praktisch kaum aufzulösen, weil zwischen Priester und Konkubine eine beiderseitige Abhängigkeit bestand, die auch ihre Familien und ihr Gesinde mit einschloss. „Neben dem erwähnten Motive sprach dabei noch mit die mangelnde landesherrliche Autorität und die Zerrüttung der Finanzen des Stifts, was beides die Stellung eines Bischofs von Münster zu einer recht unerquicklichen gestaltete“.
H. A. Erhard hat 1839 mehrere Urkunden und Briefe veröffentlicht, die Auskunft geben über die Gründe, weshalb Fürstbischof Wilhelm Ketteler sein Amt niederlegte, und auch darüber, wie sehr dies vom Domkapitel bedauert wurde. Es scheint, dass die Meinung Lüdeckes, Wilhelm Ketteler sei dem katholischen Denken treu geblieben, doch eher Wunschdenken ist. Wilhelm Ketteler kam aus einem Haus, in dem das reformierte Denken vorherrschte. Sein Zeitgenosse Georg Cassander, der mit Wilhelm in Briefwechsel stand, bezeichnet ihn als „halblutheranisch“.